# Diamesa alata
Diamesa alata är en tvåvingeart som beskrevs av Stora 1945. Diamesa alata ingår i släktet Diamesa och familjen fjädermyggor. Inga underarter finns listade i Catalogue of Life.